# Babam ve Ailesi
Babam ve Ailesi ist eine türkische Fernsehserie, die 2016 vom Sender Kanal D ausgestrahlt wurde.

## Inhalt
Kemal ist ein angesehener  Geschäftsmann, der zusammen mit seiner Frau Suzan und ihren Kindern Mert und Çiçek, die er sehr liebt, ein beneidenswertes Leben in Istanbul führt. Suzan wiederum glaubt, sie lebe seit 20 Jahren in einer Ehe, die nicht perfekter sein könnte, mit zwei Kindern und einem hingebungsvollen Ehemann, in den sie unsterblich verliebt ist.
Nach einem Unfall landet Mert im Krankenhaus, und nur eine Nierentransplantation kann sein Leben retten. Da die Eltern nicht als Spender in Frage kommen, gibt Kemal zu, dass er eine weitere Familie hat und zwei Kinder, die Merts einzige Rettung sein könnten.

## Produktion
Die Serie wurde von Gold Film unter der Regie von Nihat Durak produziert. Das Drehbuch stammt von Onur Ünlü. Gedreht wurde hauptsächlich in  Istanbul. In der Hauptrolle spielen Bülten İnal, Ayça Bingöl, Ceyda Düvenci, Caner Şahin, Sera Kutlubey, Sercan Badur und Doğa Zeynep Doğuşlu.
Babam ve Ailesi wurde erstmals am 19. September 2016 auf  Kanal D ausgestrahlt. Die letzte Folge wurde am 12. Dezember 2016 gesendet. Aufgrund mäßiger Einschaltquoten wurde die Serie nach 13 Episoden beendet.